# Epiphanius (Metropolit)

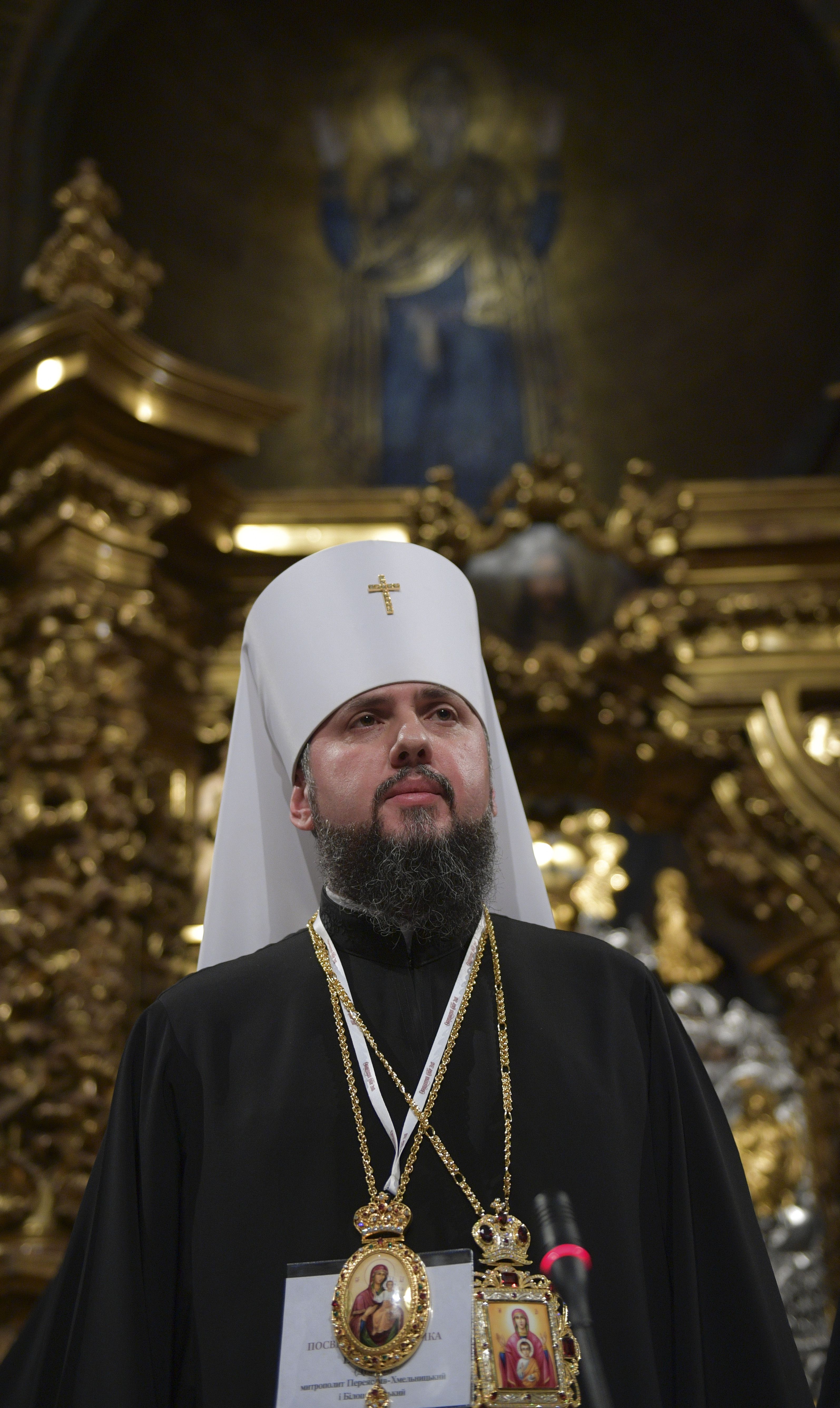
Epiphanius am 15. Dezember 2018

Epiphanius (ukrainisch Епіфаній Epifanij; bürgerlicher Name Сергій Петрович Думенко Serhij Petrowytsch Dumenko; * 3. Februar 1979 in Wowkowe, Rajon Iwaniwka, Oblast Odessa, Ukrainische SSR) ist Metropolit der Orthodoxen Kirche der Ukraine.

## Leben
Serhij Petrowytsch Dumenko kam in der Oblast Odessa zur Welt und wuchs im Dorf Stara Schadowa in der Oblast Tscherniwzi auf.
Am Kiewer Geistlichen Seminar begann er 1996 ein Studium, das er im Jahr 1999 beendete. Danach studierte er an der Kiewer Geistlichen Akademie, die er 2003 mit einer Promotion absolvierte.
In den Jahren 2006–2007 studierte er Philosophie an der Nationalen und Kapodistrias-Universität Athen. 2007 legte er das religiöse Gelübde ab und 2008 wurde er zum Priester geweiht.
Seit 2008 war Dumenko, nun als Epiphanius, Vikar des Klosters Wydubytschi in Kiew und Sekretär des Patriarchen Filaret.
Am 21. Oktober 2009 wurde er zum Bischof der Ukrainisch-orthodoxen Kirche Kiewer Patriarchats geweiht. 2010 wurde er Rektor der Theologischen Akademie von Kiew. Seit dem 28. Juni 2013 ist Epiphanias Metropolit von Perejaslaw und Bila Zerkwa.
Am 15. Dezember 2018 wurde Epiphanius nach der Fusion der Ukrainisch-orthodoxen Kirche Kiewer Patriarchats mit der Ukrainischen Autokephalen Orthodoxen Kirche bei der Synode in der Kiewer Sophienkathedrale zum Oberhaupt der neuen Orthodoxen Kirche der Ukraine gewählt.
Nach dem russischen Überfall auf die Ukraine 2022 sprach sich Epiphanius im Juni 2022 für Waffenlieferungen an sein Land aus. Zudem rief er die orthodoxen Kirchenführungen anderer Länder zum Bruch mit dem Moskauer Patriarchen Kyrill I. auf. Durch seine Unterstützung des russischen Kriegs gegen die Ukraine habe Kyrill „diejenigen, die ihm als ihrem Hirten vertrauten, in den Tod geführt“. „Niemand mit Blut an seinen Händen kann den Kelch oder den Hirtenstab halten“, schrieb Epiphanius weiter. Von ausländischen Geheimdiensten sei er darüber informiert worden, dass er „Ziel Nummer fünf auf einer Liste der Russen mit zu tötenden Personen“ sei. Seit Beginn der russischen Invasion habe es bereits drei Attentatsversuche auf ihn gegeben, sagte er Anfang März 2022.
Epiphanius ist Träger des Verdienstordens der Ukraine 2. Klasse.